# La voix
La voix (franska för "Rösten") är en poplåt med den svenska operasångerskan Malena Ernman, skriven av Ernman tillsammans med Fredrik Kempe. La voix korades den 14 mars 2009 till vinnare i Melodifestivalen 2009 vid finalen i Globen i Stockholm, och representerade samma vår Sverige vid Eurovision Song Contest.
Det var första gången ett svenskt bidrag i Eurovision sjöngs på franska.

## Melodifestivalen
La voix var ett av de så kallade jokerbidragen i Melodifestivalen 2009. Den deltog i den fjärde deltävlingen i Malmö den 28 februari 2009, där den gick ut som sista bidrag i startfältet. I deltävlingens duellsystem ställdes La voix mot Moving On, framförd av Sarah Dawn Finer. La voix vann duellen och blev därmed en av de två låtar från deltävlingen som gick direkt till finalen; den andra var Love Love Love med Agnes Carlsson. Sarah Dawn Finer gick till Andra chansen, och tog sig där också till final.
Under finalen i Stockholm fick La voix bara 38 poäng av jurygrupperna och låg innan tittarrösterna tillkännagavs på åttonde plats bland de elva bidragen. Låten visade sig dock vara tittarnas favorit och fick maximala 144 poäng i telefonomröstningen. Slutsumman, 182 poäng, räckte till seger före Caroline af Ugglas bidrag Snälla, snälla, som fick 171 poäng.
Vid Eurovision Song Contest i Moskva framförde Malena Ernman bidraget, som hade tvingats göras om eftersom det innehållit inspelat körsång och 7 personer (Malena var den enda som sjöng) på scenen vid framförandet i Melodifestivalen. Detta är tillåtet i Melodifestivalen, men inte i ESC (man får bara ha 6 personer på scenen). Detta ersattes av 5 kvinnliga körer som sjöng live, och ett inspelat instrument, för att återskapa körljudet.
I semifinal 1 lyckades hon ta låten till final. La voix var det fjärde mest populära bidraget i sin semi med 105 poäng. I finalen fick låten endast 33 poäng och slutade på 21:a plats av 25 finalister. Totalt deltog 42 länder i tävlingen. Vinsten gick till Alexander Rybak från Norge, som vann med låten Fairytale med sina 387 poäng.

## Texten
Verstexten i sången är på engelska, medan refrängen sjungs på franska. Det finns två alternativa refränger. Den första alternativa refrängen lyder:
Je t'aime amour quand j'entends la voix

Je t'aime ami, c'est jamais sans toi
I svensk översättning:

Jag älskar dig min kära, då jag hör rösten

Jag älskar dig min vän, aldrig utan dig
Den andra alternativa refrängen lyder:
Je t'aime pour toujours, j'entends la voix

Je t'aime pour nuit et jour
I svensk översättning:

Jag älskar dig för evigt, lyssna till rösten

Jag älskar dig natt och dag

## Listplaceringar
Den 26 april 2009 gick melodin in på Svensktoppen, rakt in på listans förstaplats .
| Lista (2009)                  | Placering |
| ----------------------------- | --------- |
| Finländska nedladdningslistan | 19        |
| Svenska singellistan          | 2         |
| Norska singellistan           | 20        |
| Brittiska singellistan        | 138       |

## Coverversioner
I samband med finalen av Melodifestivalen 2010 tolkades La voix av hårdrocksbandet Casablanca. Vid deras framträdande i Globen deltog även Malena Ernman på scenen.
Den ryska artisten Filipp Kirkorov spelade in en ny version av låten som en duett med Anna Netrebko och i slutet av 2010 utsågs låten till årets låt och årets duett vid en rysk musikgala.